# トミー・ベリー
トミー・ベリー（Tommy Berry、香港表記：貝湯美)はオーストラリア出身の騎手。

## 人物
オーストラリア競馬の元騎手であったケビン・ベリー調教師の双子の長男として1991年出生。母親ジュリーも馬乗りであったという競馬一家に育ったトミーは、弟ネイサンとともに父の元で騎手を目指すようになり、兄弟揃って騎手デビューを果たす。
その後2009/10年にオーストラリア・ニューサウスウェールズ州の見習い騎手チャンピオンを獲得。通常4年間ある見習い期間を3年余りで終了するなど早くから頭角を現すと、2012年にはゴールデンローズステークスをエポレットで制し自身初となるG1勝ちを記録した。
2013年にはシドニーの有力厩舎ウォーターハウスからの契約騎手としてオファーを受け4月6日ゴールデンスリッパーステークスをオーバーリーチで優勝さらに二週間後の4月20日ドンカスターマイルをセイクリッドフォールズで優勝すると、香港のトップトレーナージョン・ムーア(以下ムーア)からの騎乗依頼が入り短期免許を取得。免許初日となる28日にミリタリーアタックでG1クイーンエリザベス2世カップを制して、1か月でG1レース3勝という大業を成し遂げている。
2014年もムーアの誘いを受け免許を取得。デザインズオンロームの主戦を務め、香港クラシックカップ・香港ダービーを連勝するなど活躍していたがその直後、弟ネイサンが遠征先で倒れたとの報を受ける。トミーはシドニーに戻り弟を見舞うが、既に厳しい状態であったネイサンは4月4日脳疾患・ノース症候群により23歳で死去。弟の夭逝に落胆したトミーは香港に戻らず、しばらく休むことも考えたが活動を再開、デザインズオンロームに引き続き騎乗しクイーンエリザベス2世カップを2年連続で制覇した。
2015年前半にウォーターハウス厩舎を離れフリーに転身する一方、香港へのスポット参戦も続け、TJスミスステークス3連覇などオーストラリア・香港両国でG1勝ち鞍を積み上げている。2017-2018年シーズンからはムーア厩舎契約騎手として通年で香港に拠点を移すこととなったが、成績低迷や家族が香港生活に馴染めなかったことから同シーズン限りで免許を返上。再びオーストラリアを拠点とし活動を続けている。
日本競馬には2015,16年に短期免許で騎乗し、JRA通算135戦23勝。2016年には安田記念でモーリスに騎乗（2着）した他、オーストラリアで日本からの遠征馬（2018年チェアマンズスプリントプライズのファインニードル(4着)、2019年ドンカスターマイルのクルーガー(2着)）にも度々騎乗しているが、日本馬に騎乗しての重賞勝ちは記録していない。

## 成績

### 日本
|            | 日付           | 競馬場・開催    | 競走名           | 馬名               | 頭数 | 人気 | 着順 |
| ---------- | -------------- | --------------- | ---------------- | ------------------ | ---- | ---- | ---- |
| 初騎乗     | 2015年11月14日 | 5回東京3日目1R  | 2歳未勝利        | ホムラ             | 14頭 | 7    | 14着 |
| 初勝利     | 2015年11月15日 | 5回東京4日目12R | 3歳以上1000万下  | ダイワバロニス     | 16頭 | 5    | 1着  |
| 重賞初騎乗 | 2015年11月14日 | 5回東京3日目11R | 武蔵野ステークス | グレープブランデー | 14頭 | 4    | 5着  |
| 重賞初勝利 |                |                 |                  |                    |      |      |      |
| GI初騎乗   | 2015年11月29日 | 5回東京9日目11R | ジャパンカップ   | トリップトゥパリス | 18頭 | 11   | 14着 |

## 主なG1勝ち鞍

### オーストラリア
- ゴールデンローズステークス (2012年Epaulette)
- エプソムハンデキャップ (2012年Fat Al)
- ザ・メトロポリタン (2012年Glencadam Gold)
- ゴールデンスリッパーステークス (2013年Overreach , 2015年Vancouver)
- ドンカスターマイル (2013年Sacred Falls)
- クイーンオブザターフステークス (2014年Diamond Drille)
- シドニーカップ (2014年The Offer)
- ザTJスミス (2014年Almalad)
- タタソールズティアラ (2014年Cosmic Endeavour)
- TJスミスステークス (2015年 - 2017年Chautauqua)
- フライトステークス (2015年Speak Fondly)
- マニカトステークス (2015年Chautauqua)
- オーストラリアンダービー (2016年Tavago)
- クイーンズランドダービー (2016年Eagle Way)
- ランドウィックギニーズ (2017年Inference)
- オールエイジドステークス (2019年Pierata)

### 香港
- クイーンエリザベス2世カップ (2013年Military Attack・2014年Designs on Rome)
- 香港ダービー (2014年Designs on Rome)
- チェアマンズスプリントプライズ (2016年Chautauqua)
- 香港ゴールドカップ (2016年Designs on Rome)
- 香港スチュワーズカップ (2017年Helene Paragon)
- クイーンズシルヴァージュビリーカップ (2017年Helene Paragon)
- 香港チャンピオンズ&チャターカップ (2018年Pakistan Star)

### シンガポール
- シンガポール航空インターナショナルカップ (2014,2015年Dan Excel)
- シンガポールゴールドカップ (2013年Tropaios)